# Sandrail
Sandrail je lahko izvencestno motorno vozilo za vožnjo v puščavah. Tipična teža vozila je okrog 360-680 kilogramov. Za boljše vozne lastnosti imajo nizko težišče. Menjalnik je po navadi ročni, lahko pa tudi avtomatski.
Precej podobna vozila so buggyji. 